# Le Cœur et l'Argent
Le Cœur et l'Argent és una pel·lícula muda francesa escrita i dirigida per Louis Feuillade (i Léonce Perret ?) i estrenada el 23 d'agost de 1912.

## Sinopsi
Mme Mauguiot, propietària d'una fonda, organitza un matrimoni per a la seva filla Suzanne amb un client adinerat, més gran que ella. Però ella i Raymond, un jove, s'estimen. Suzanne es sacrifica per la seva mare i accepta el matrimoni...

## Repartiment
- Suzanne Grandais : Suzanne Mauguiot
- Renée Carl : Madame Mauguiot
- Paul Manson : Monsieur Vernier, le châtelain
- Henri Gallet : le notaire
- Raymond Lyon : Raymond
- Aurelio Sidney